# Les Bourgeois de Calais
Pour les articles homonymes, voir Les Bourgeois de Calais (homonymie).

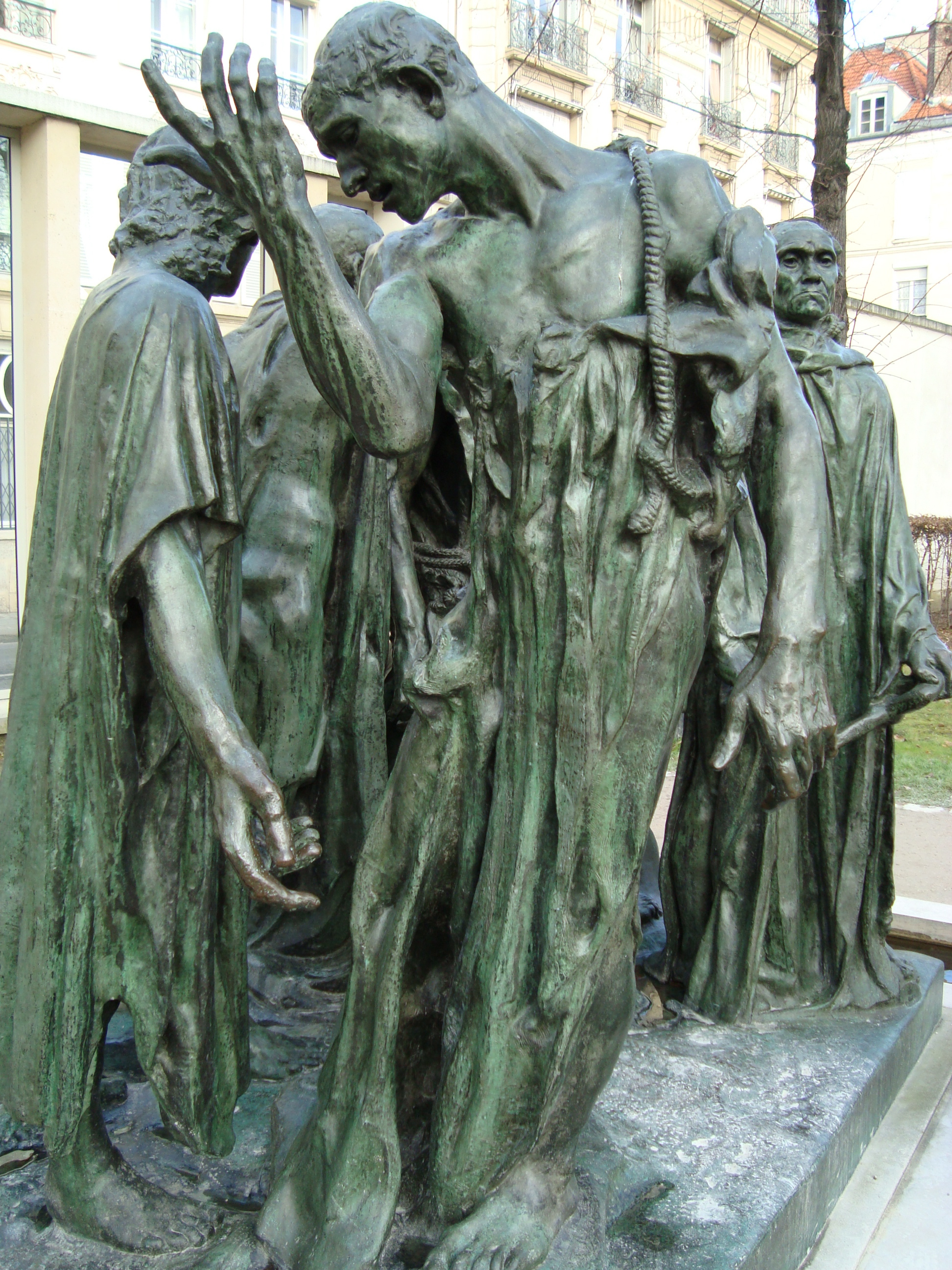
Les Bourgeois de Calais d'Auguste Rodin, au musée Rodin de Paris.

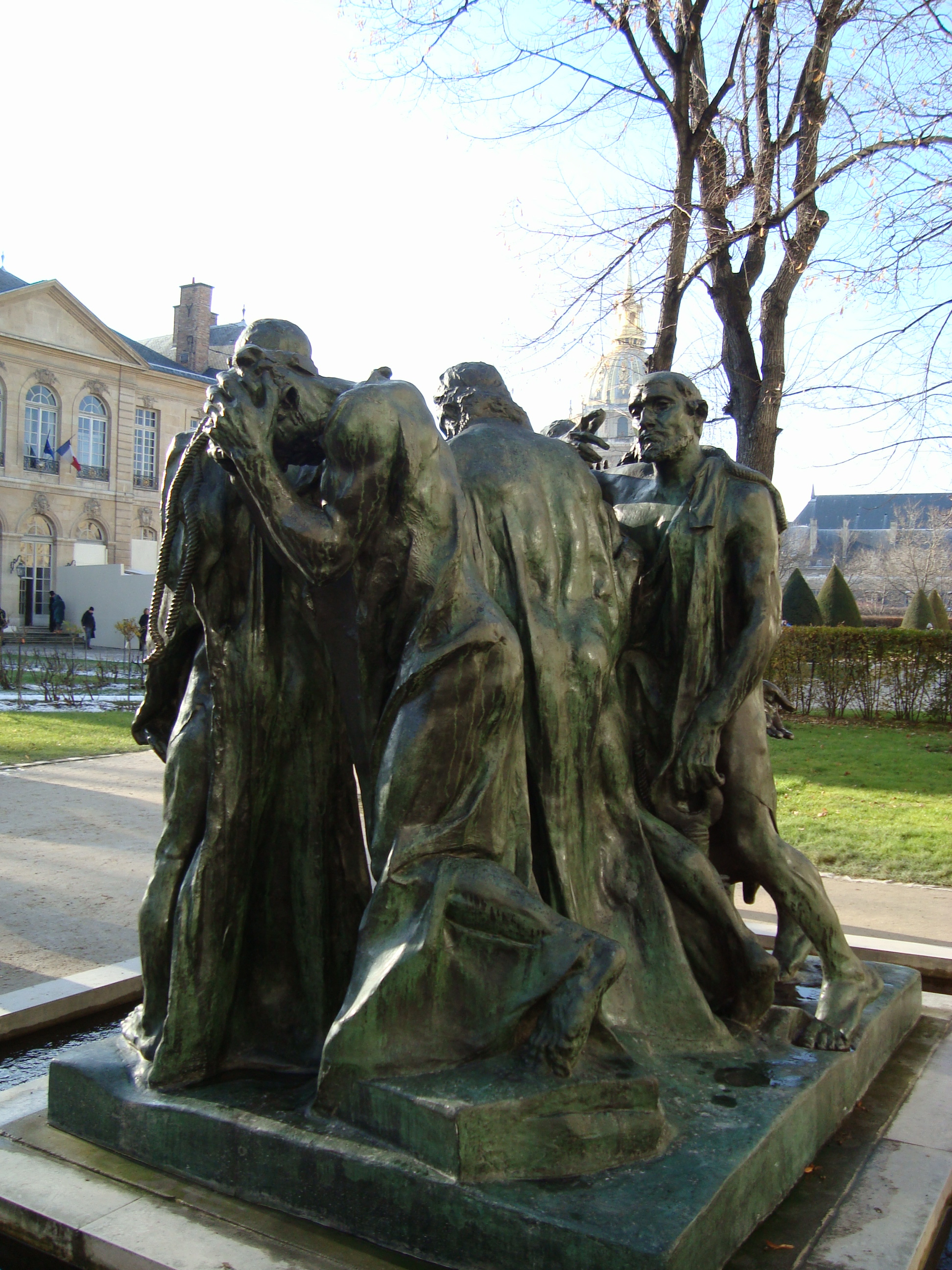
Le groupe de dos à Paris.

Les Bourgeois de Calais est un groupe statuaire d'Auguste Rodin, commandé par la ville de Calais où a été inauguré le premier exemplaire en bronze en 1895. C’est une des œuvres les plus célèbres de Rodin, qui a laissé une postérité artistique importante. De manière définitive, il existe douze éditions originales en bronze des Bourgeois de Calais.
Cette œuvre représente six personnages (Eustache de Saint Pierre, Jacques et Pierre de Wissant, Jean de Fiennes, Andrieus d'Andres et Jean d'Aire), victimes d'un rituel de reddition imposé par le roi d'Angleterre Édouard III en août 1347. Elle symbolise le sacrifice de ces six hommes pour laisser la vie sauve à l’ensemble des habitants de la ville sur le point d'être conquise par les Anglais. Rodin participe à l'entreprise de mythification de cet épisode historique, faisant d'un banal rituel de capitulation, d'amende honorable et d'humiliation tel qu'il était alors couramment pratiqué au Moyen Âge après un siège, un acte d'héroïsme de bourgeois sauvant la ville de Calais de la destruction.

## Historique
Cet épisode de la guerre de Cent Ans, le siège de Calais de 1346-1347 durant la chevauchée d’Édouard III au cours de cette année-là, est établi sur la foi du récit du chroniqueur médiéval Jean Froissart dans l’ouvrage Les Chroniques de France. Il rapporte les faits au moment où il est écrivain royal à la cour du roi d’Angleterre. Il est aussi ami de Philippa de Hainaut, épouse d’Édouard III, reine d’Angleterre et originaire de Valenciennes, comme Froissart. C’est donc une vision favorable au roi d’Angleterre Édouard III qui est restituée dans ce texte. De plus, sa crédibilité à ce sujet a été fortement remise en question lorsque des actes d'Édouard III concernant Eustache de Saint-Pierre ont été découverts par Bréquigny, à Londres, à la fin du XVIIIe siècle : ils mentionnaient qu'Eustache de Saint-Pierre, prétendu « bourgeois héroïque » s'étant sacrifié pour sa ville, vivait toujours à Calais, et avait même les faveurs d'Édouard III.
En septembre 1346, Édouard III met le siège devant la ville de Calais dont la garnison commandée par le chevalier Jean de Vienne résiste héroïquement à l'armée du roi d’Angleterre. Après onze mois de siège, la cité affamée négocie sa reddition. Selon Froissart, Édouard III, fatigué et énervé par la longue résistance calaisienne, accepte que six bourgeois lui soient livrés afin d'être exécutés. C'est à ce prix qu'il laissera la vie aux habitants, toutefois contraints de déserter leur ville une fois les anglais arrivés. Son épouse, Philippa de Hainaut, parvient cependant à le persuader d'épargner la vie de ces six malheureux, désespérés, venus devant le souverain en chemise, la corde au cou, les clefs de la ville et du château en mains. Selon la tradition, par ce geste de miséricorde chrétienne, Édouard III épargne la vie d’Eustache de Saint-Pierre et de ses cinq compagnons d'infortune devant une reine en pleurs. Calais devient anglaise le 3 août 1347 et le demeure jusqu’au 6 janvier 1558 lorsque Henri II de France reprend la ville à Marie Tudor.
C’est sur les fondements de ce texte que Rodin trouve l’inspiration pour composer son œuvre une fois que la commande lui a été faite. En effet, depuis le XIXe siècle, différents projets impulsés ou soutenus par la municipalité calaisienne sont consacrés à l'élévation d'un monument en l'honneur du dévouement patriotique d'un seul des bourgeois de Calais, Eustache de Saint Pierre. Ils visent à légitimer un paradigme fondamental de la pensée sur la nation : la distinction entre la petite patrie (patriotisme de localité) et la grande patrie (patriotisme national). Le 24 septembre 1884, Omer Dewavrin, le maire de Calais dont le port est en perte de vitesse, tient à commémorer la remise des clefs de la ville aux anglais pendant la guerre de Cent Ans par un acte de prestige fort, passant par le rappel d'un illustre passé historique. Il propose au conseil municipal un monument qui représente les six bourgeois, symbole de l’abnégation universelle, en lançant une souscription nationale qui veut réconcilier la petite et la grande patrie. Le sculpteur Rodin dont la notoriété montante est recommandée au maire de Calais Dewavrin par P. A. Isaac, un Calaisien d'origine établi à Paris. Finalement choisi, Rodin présente dès novembre 1884 au comité d'érection calaisien, maître d'œuvre du projet, une maquette en plâtre des six bourgeois. Sa deuxième maquette est mal reçue, les membres du comité lui reprochant de donner une image uniforme de la souffrance, du découragement, de la faiblesse et de représenter des criminels condamnés au supplice plutôt que des martyrs accomplissant dignement le sacrifice.
Le plâtre original du premier monument d'envergure nationale de Rodin est achevé en 1889 et exposé pour la première fois à l'occasion de l'exposition Monet-Rodin dans la galerie parisienne Georges Petit qui ouvre le 21 juin 1889. Sa fonte est retardée en raison de problèmes de financement, le maire opiniâtre Dewavrin obtenant du préfet du Pas-de-Calais l'autorisation d'une loterie en faveur de l'œuvre en 1894. L'inauguration du monument à Calais, qui a lieu le 3 juin 1895, n'est pas sans soulever des polémiques : Rodin s'est affranchi des critères imposés par le comité d'érection, et a imposé ses partis pris en profitant de circonstances favorables (la banque Sagot où sont déposés les 6 950 francs de la souscription et de la participation de la municipalité à l’érection de la statue a fait faillite en 1886, ce qui entraîne la dispersion des membres du comité). Sa représentation en une silhouette cubique d'une humanité souffrante va à l'encontre de la conception héroïque d’un monument de forme pyramidale (plus grandiose) destiné à mettre en valeur l'exemplarité de grands hommes, mais les critiques mitigées et les réserves que suscite le groupe statuaire à l’échelon local laissent progressivement la place à une appropriation consensuelle.
Onze exemplaires en bronze sont fondus entre 1895 et 1985. Une ultime fonte légale est réalisée en 1995 pour l'exemplaire de Séoul,.

## Description
Rodin représente, sur un socle rectangulaire de hauteur moyenne (seule concession du sculpteur au comité d'érection souhaitant un piédestal triomphal), les six personnages les uns à côté des autres, pieds nus, en chemise (telle une tunique du martyr) et corde au cou. Le groupe statuaire en bronze pèse 1 814 kg. Le sculpteur a opté pour une structure cubique, et non pyramidale — comme il est d'usage pour les monuments aux morts —, et organise ses figures en une « lente procession vers la mort », en spirale. Le groupe statuaire s’attache, à travers les attitudes du corps et les expressions des visages, à transcrire les états émotionnels et psychologiques de chacun des protagonistes, offrant une vision pathétique et humaine d’une absolue nouveauté : Eustache de Saint Pierre est représenté en noble vieillard avec barbe et moustache, qui porte sur ses épaules toute la souffrance des hommes ; Jacques de Wissant, voûté, s’avance résolument, cherchant à chasser de ses yeux l'image d'un cauchemar ; Pierre de Wissant, le corps et le visage encore tournés vers l’arrière, esquisse le premier pas vers le sacrifice et a le bras levé, proclamant toute la vanité du monde ; Andrieu d'Andres, la tête dans ses mains, semble livré au désespoir ; Jean d'Aire, âpre et fier, la tête haute, les mains crispées serrant les clefs de la ville, défie la mort dans un suprême effort de volonté ; Jean de Fiennes le plus jeune, le torse découvert et les bras ouverts, semble transfiguré par la conscience du sacrifice consenti.

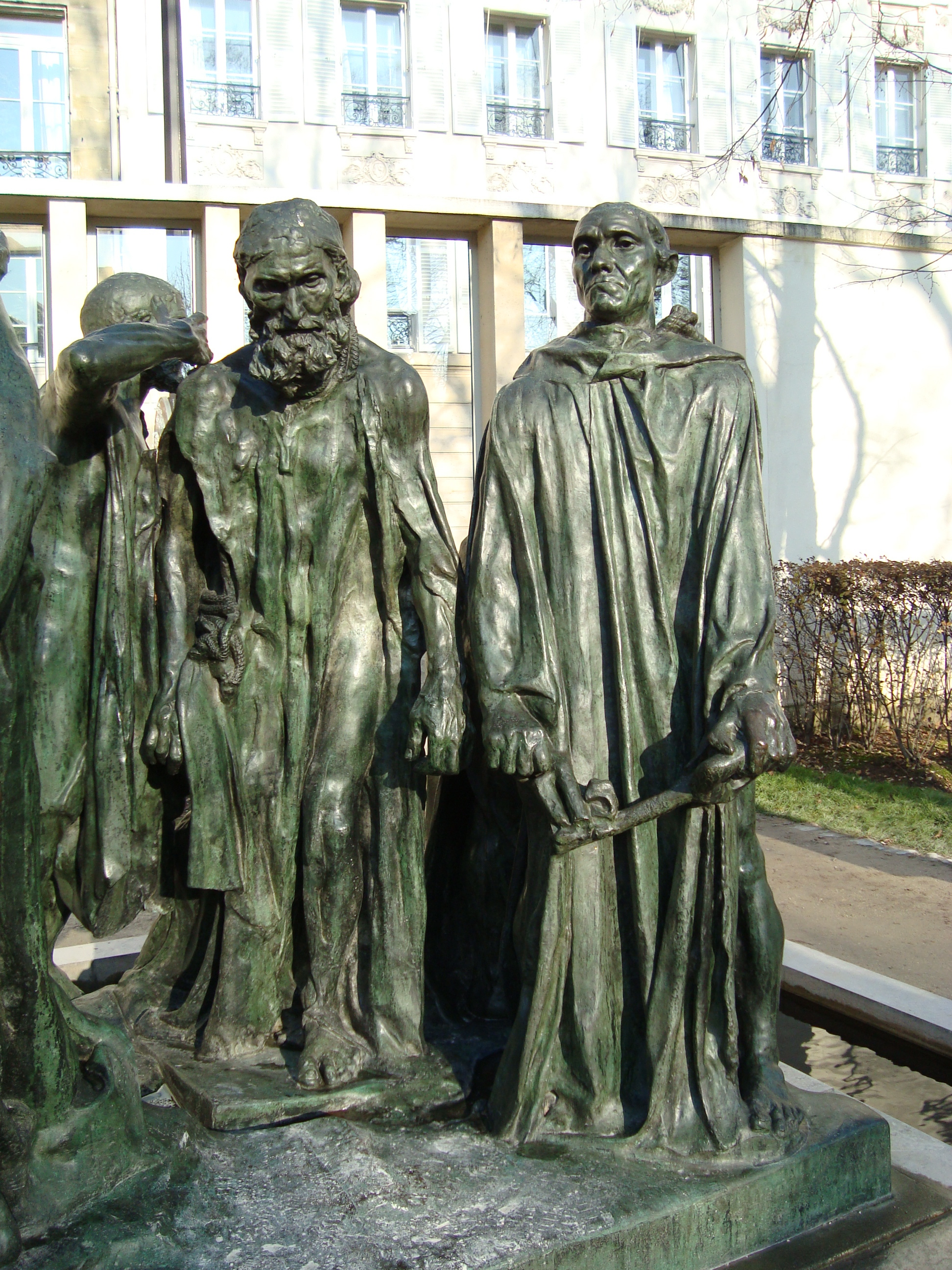
Le groupe de face
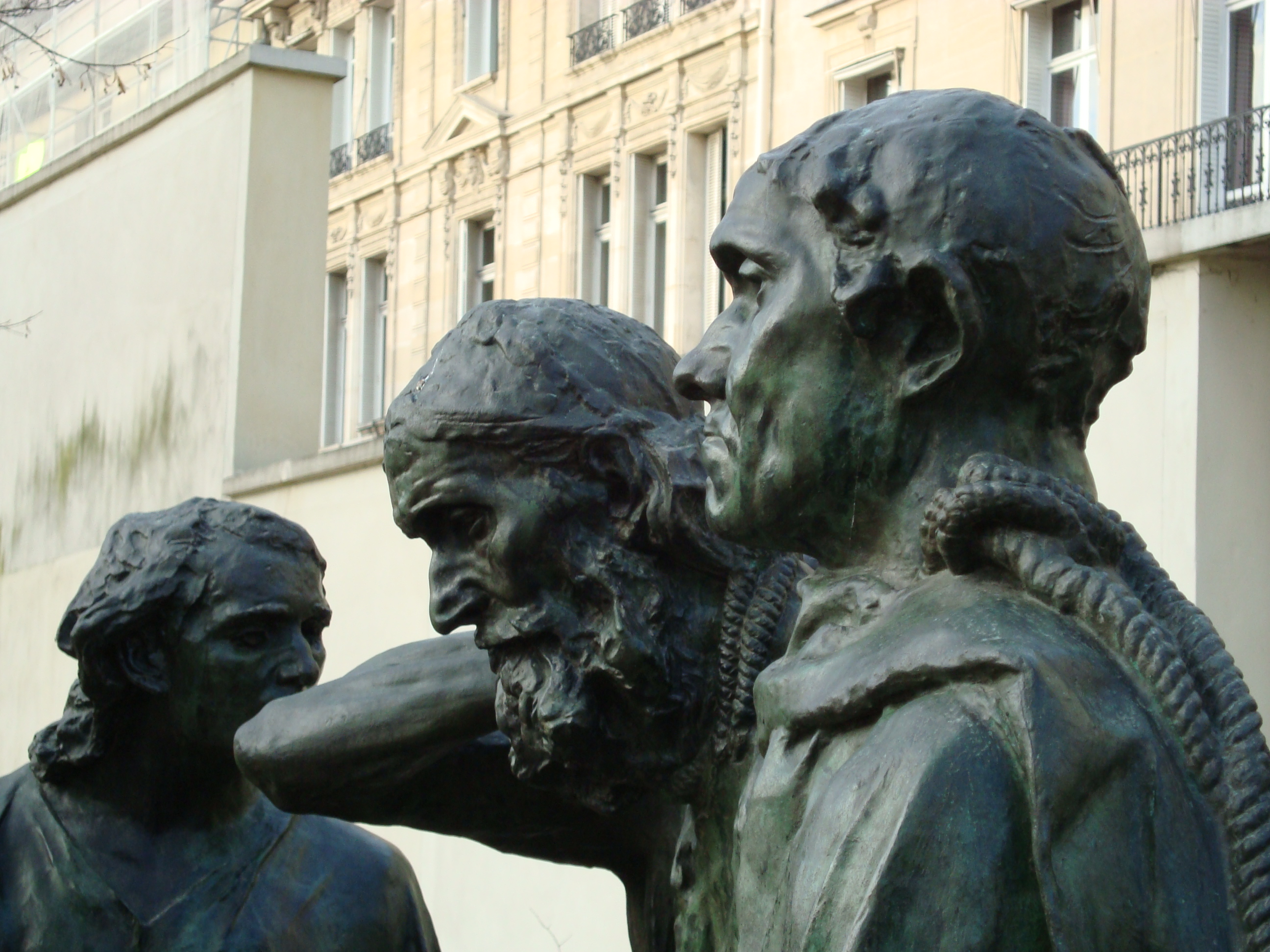
Détail, Jean de Fiennes, Eustache de Saint Pierre et Jean d'Aire
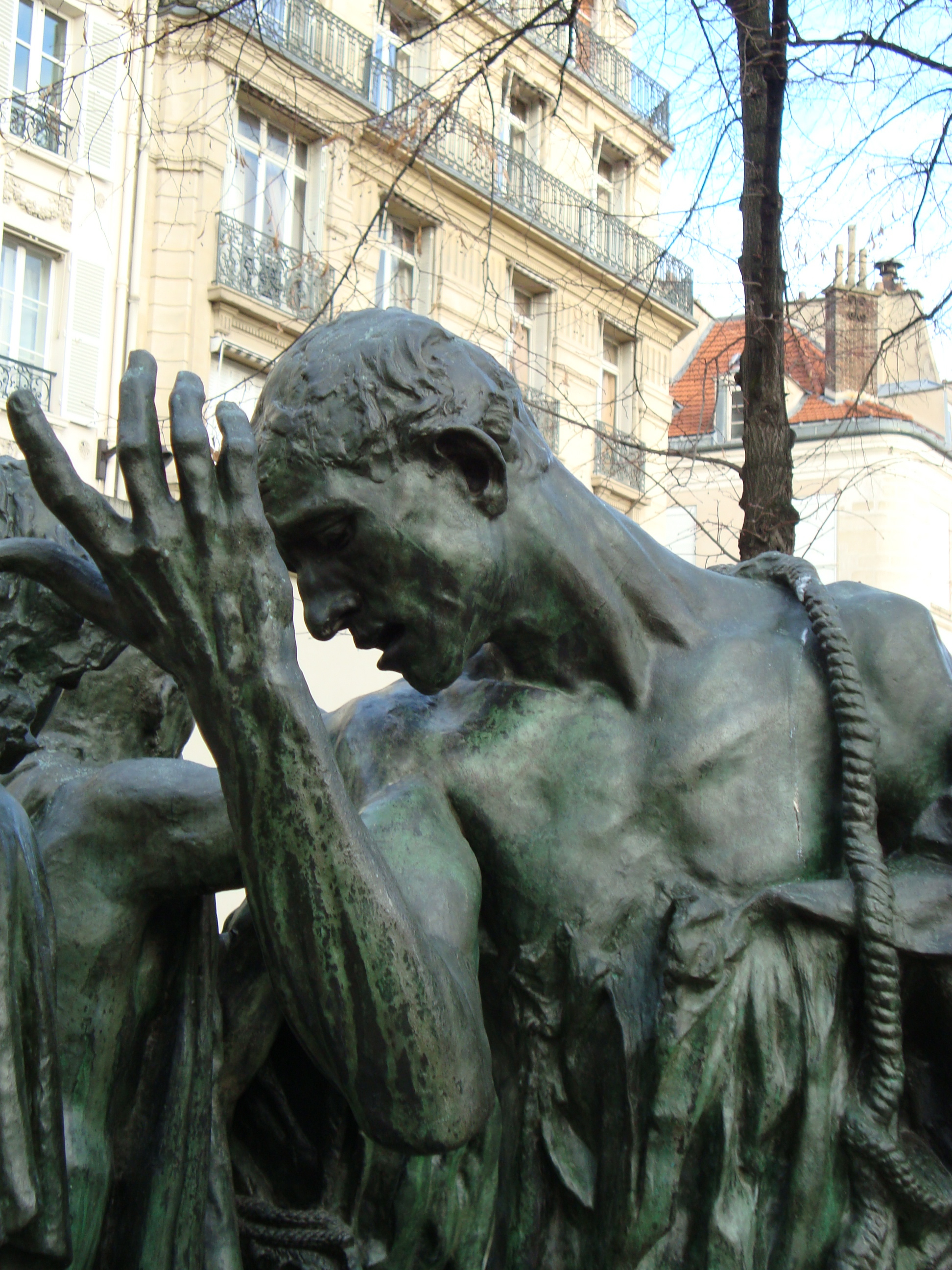
Détail, Pierre de Wissant
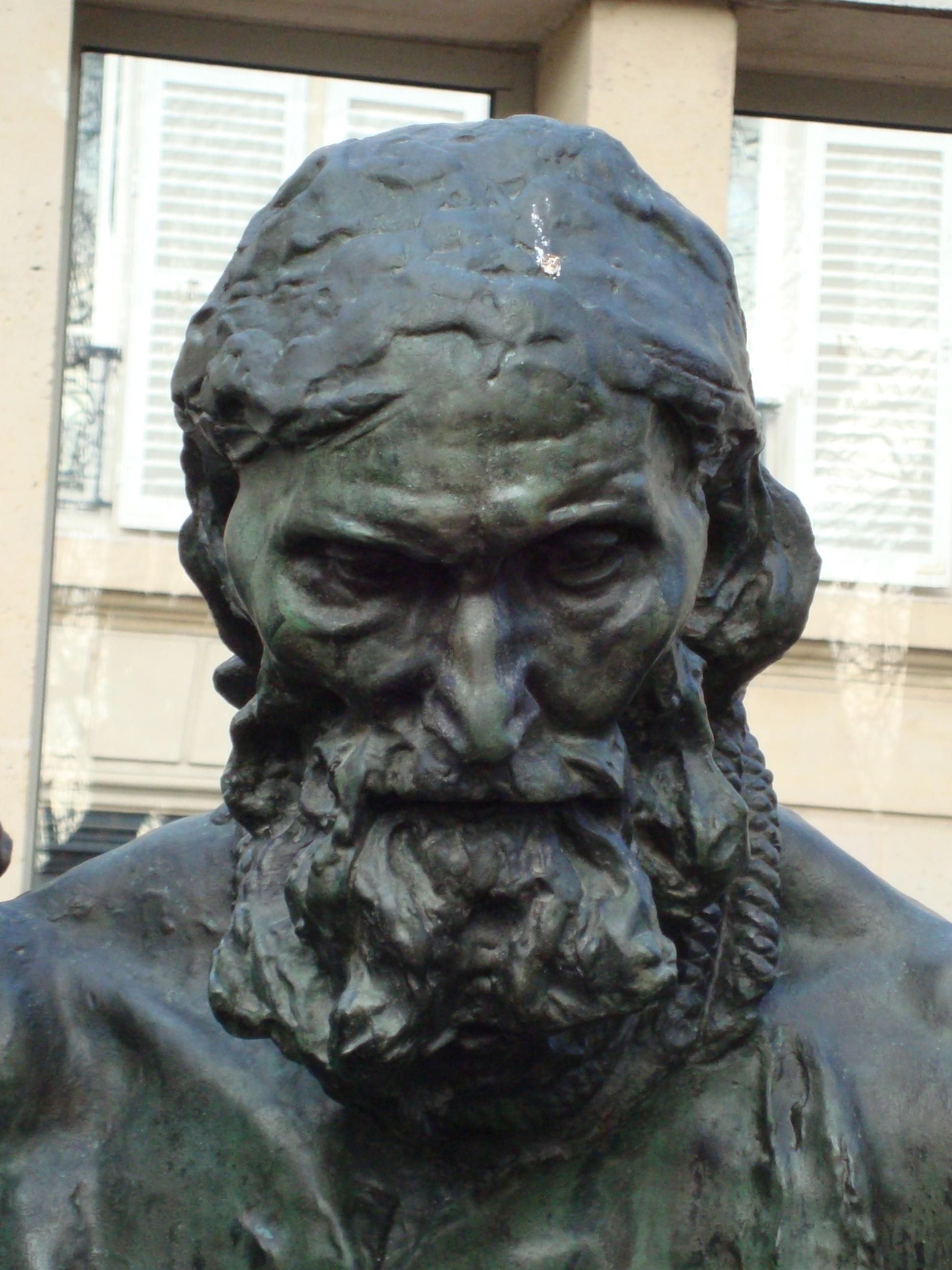
Détail, Eustache de Saint Pierre
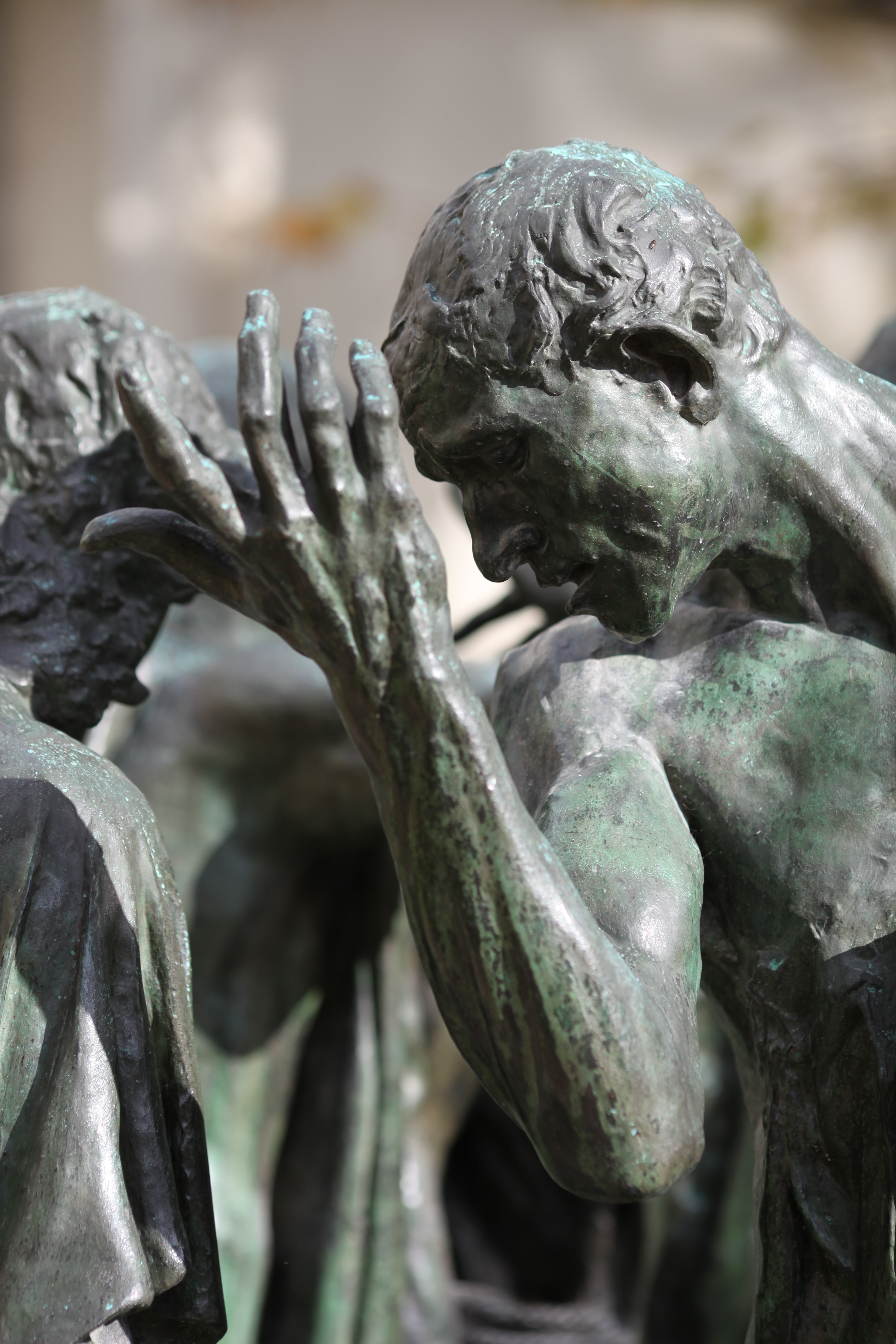
Détail
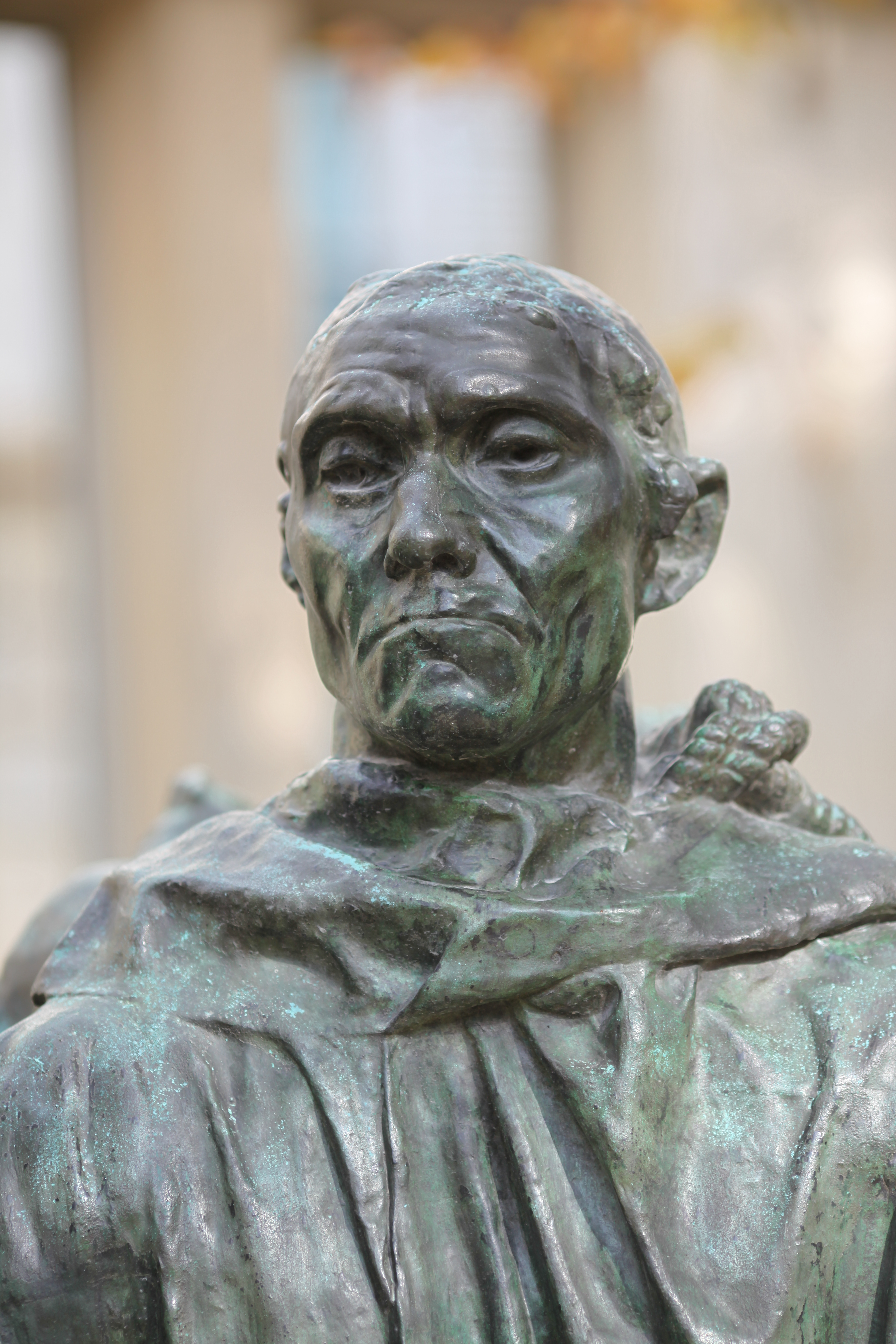
Détail Jean d'Aire
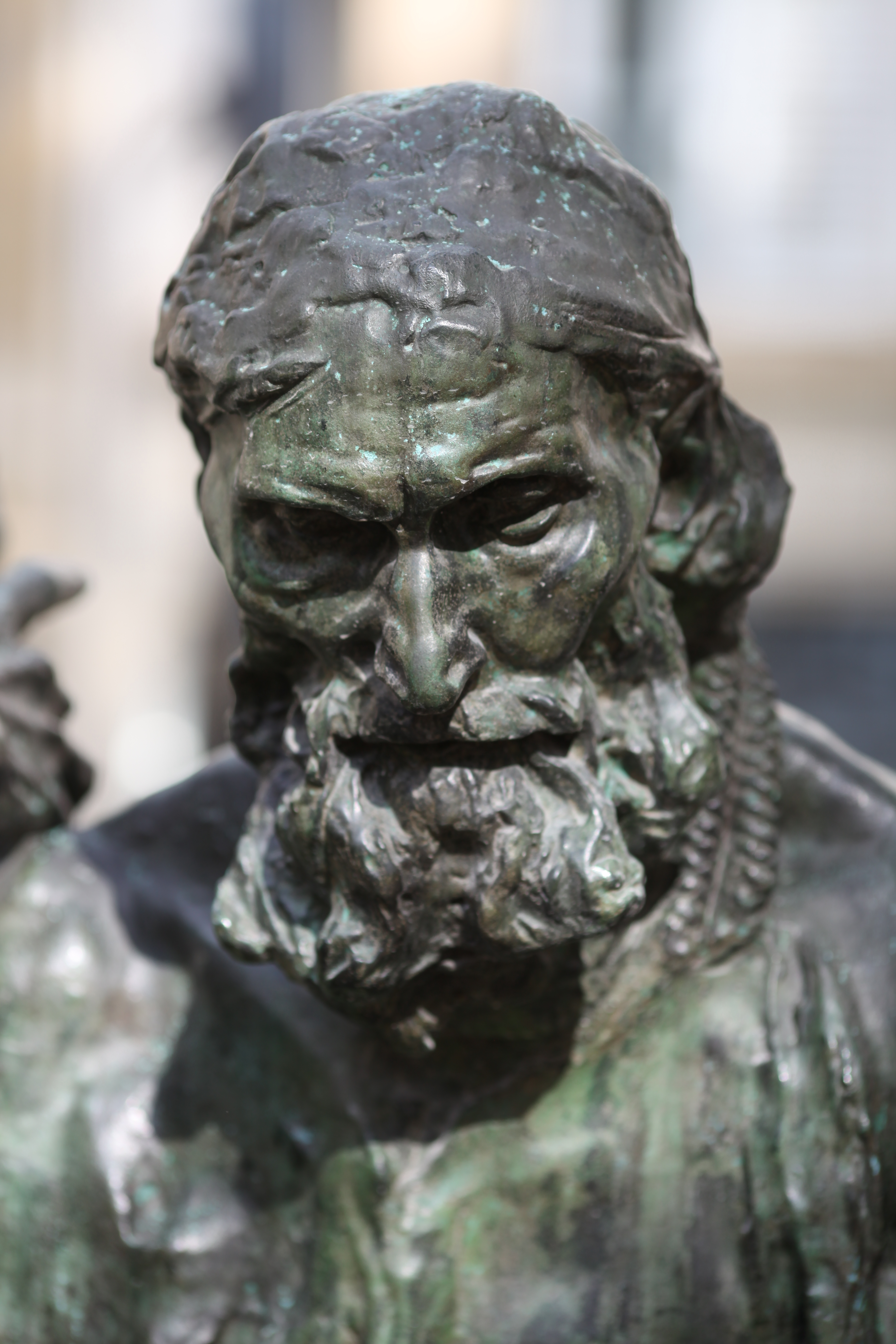
Détail Eustache de Saint Pierre
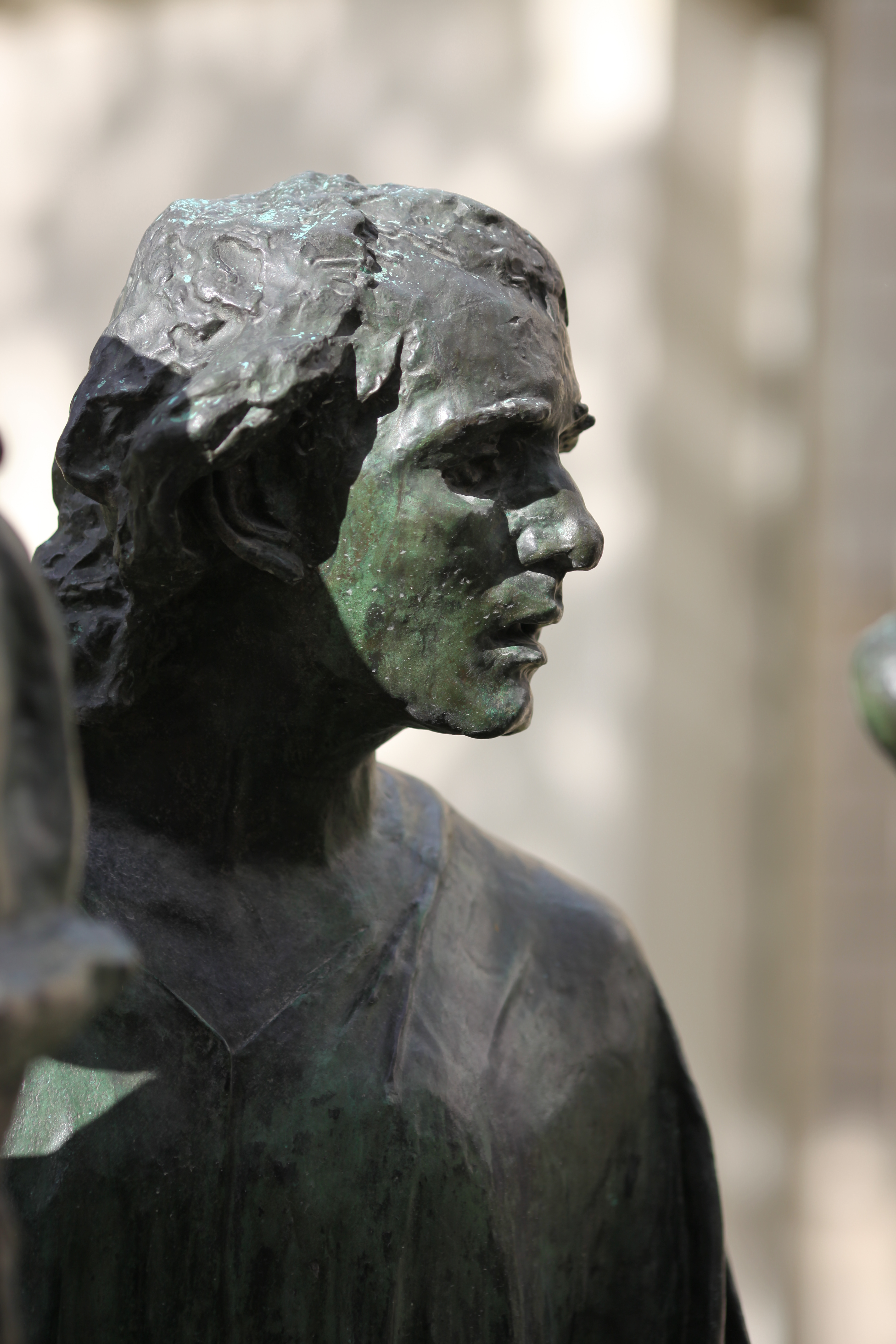
Détail Jean de Fiennes
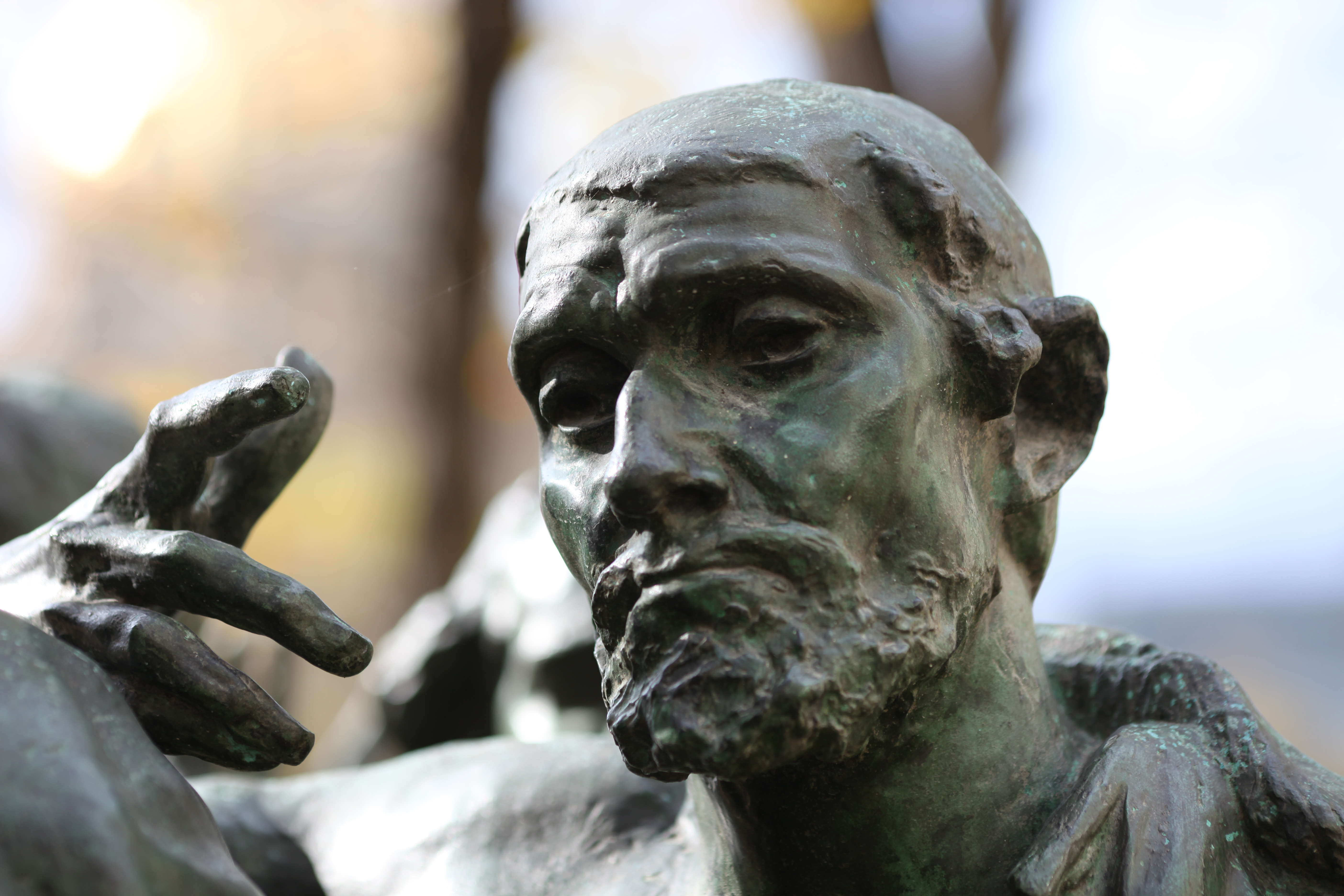
Détail Jacques de Wissant
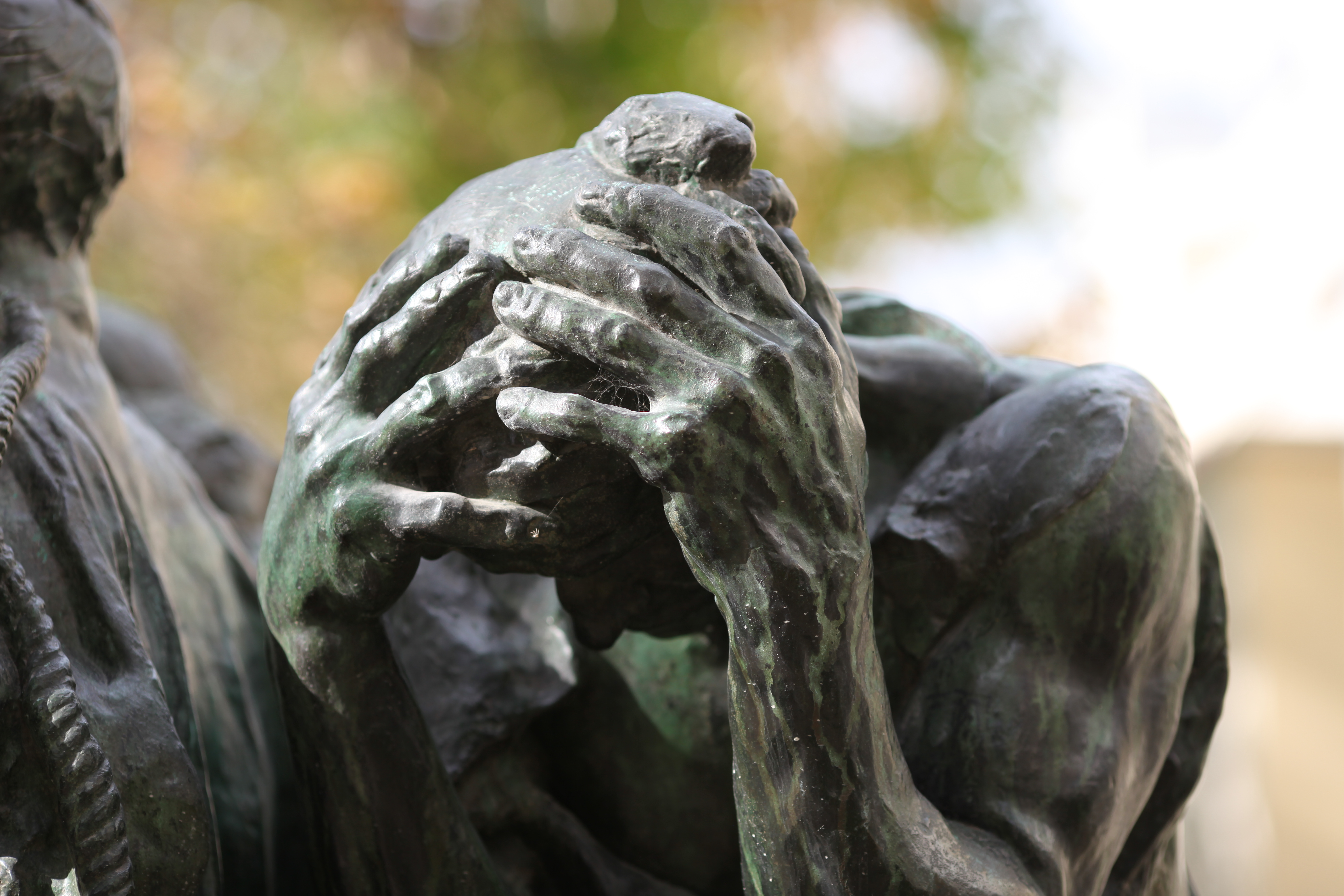
Détail Andrieu d'Andres

## Les douze éditions originales

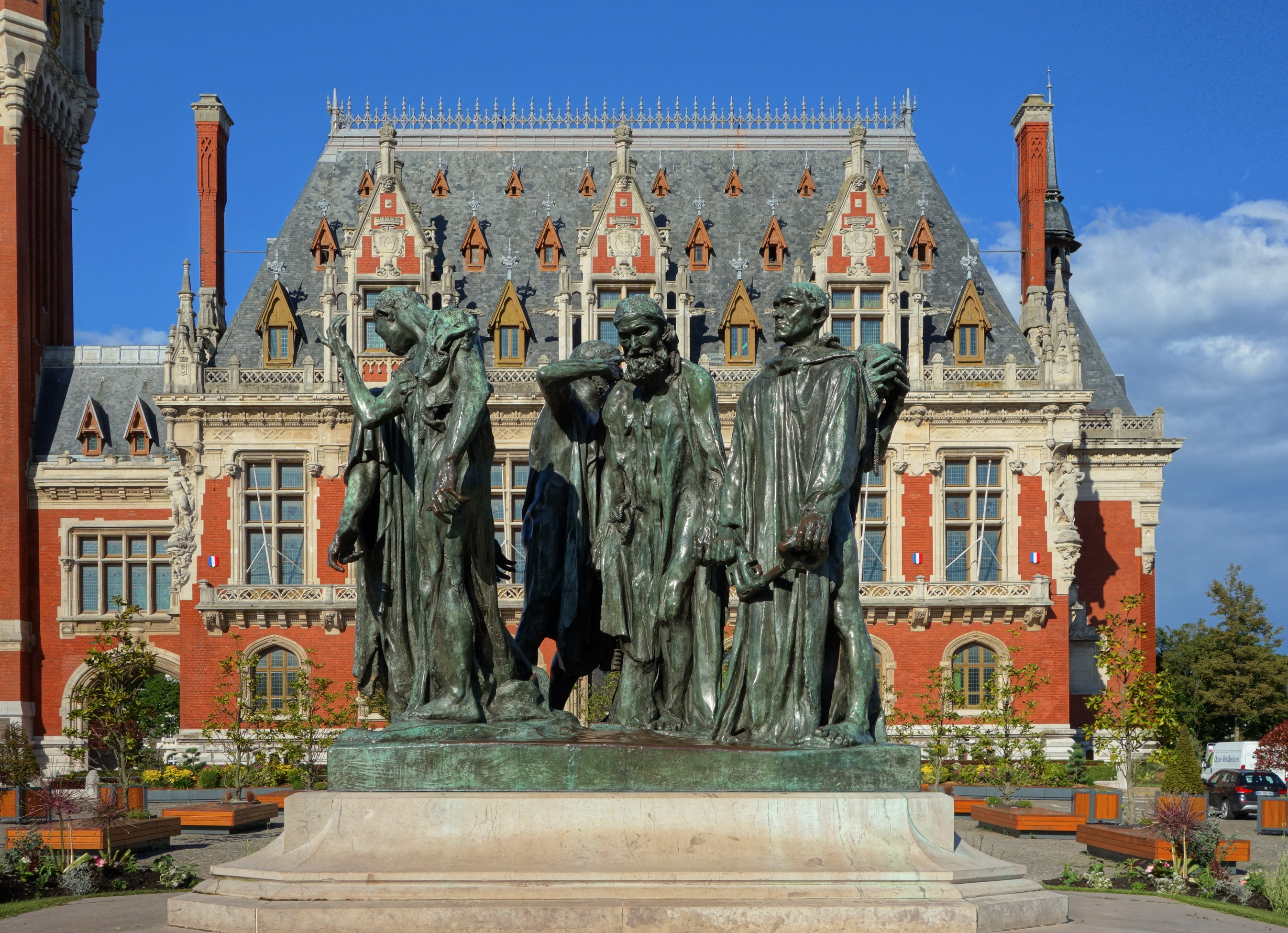
Les Bourgeois de Calais devant l'hôtel de ville de Calais.

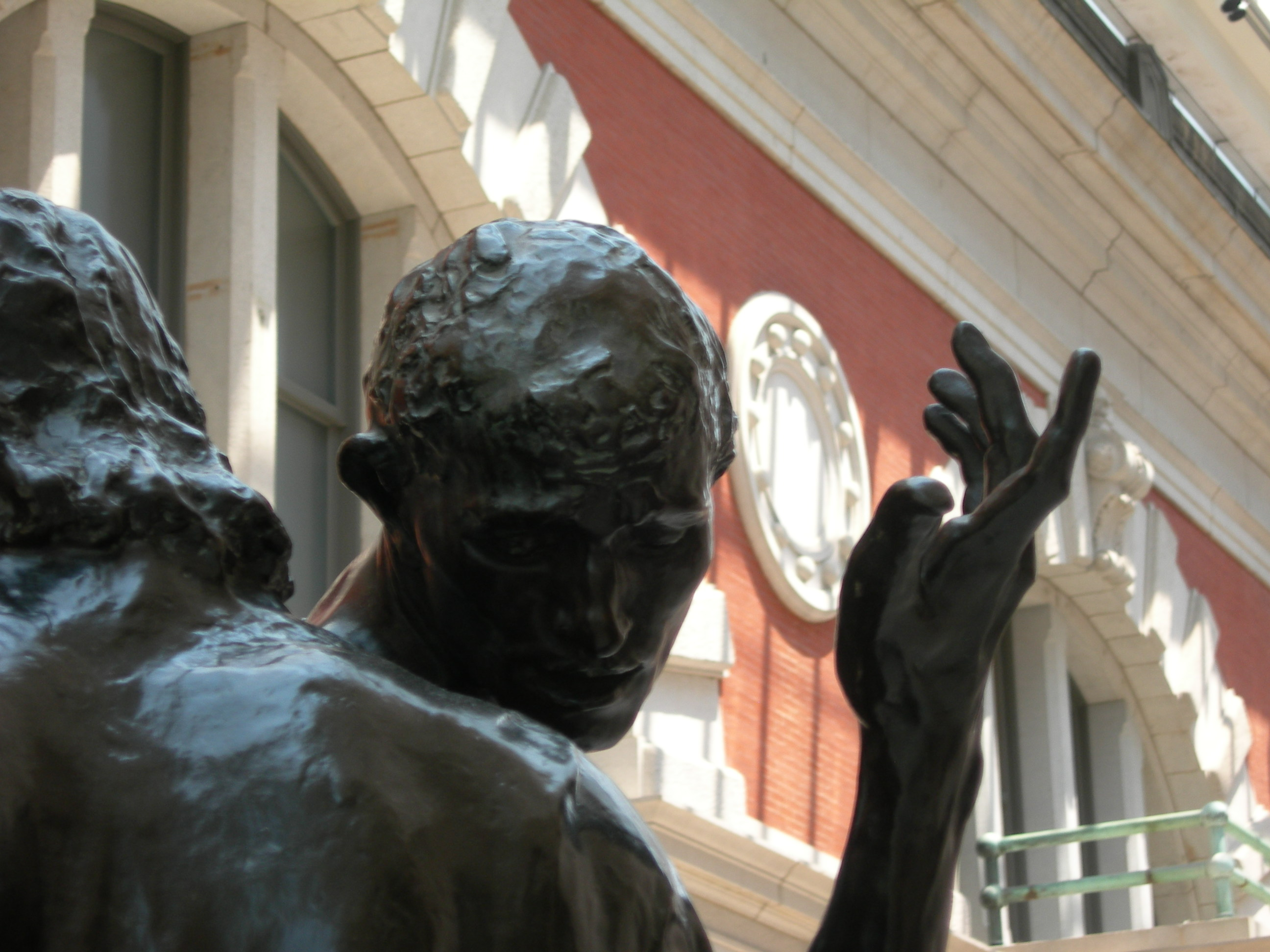
Détail des Bourgeois de Calais (Pierre de Wissant) au Metropolitan Museum of Art de New York, édition originale no 11 fondue à partir du groupe en plâtre de 1889.

Rodin a dû recourir à plusieurs de ses assistants pour cette œuvre, dont sa nouvelle assistante d'alors, Camille Claudel.
La sculpture en bronze, grâce à la fonte à partir d'un moule, permet de multiplier les œuvres à l’identique. Auguste Rodin, comme les sculpteurs depuis l’Antiquité, n'a jamais conçu un bronze comme une sculpture unique. De son vivant, après l'inauguration de 1895 à Calais, l'artiste a fait fondre et a vendu trois autres monuments des Bourgeois de Calais. Après sa mort et conformément aux dispositions que celui-ci avait prises avec l'État français, le musée Rodin a poursuivi la diffusion de cette œuvre en effectuant huit autres fontes du monument. En 1995, en accord avec la législation en vigueur, un arrêté relatif aux activités commerciales du musée Rodin a confirmé la limitation des éditions originales de bronze à douze exemplaires maximum. Celles-ci devaient être réalisées à partir des modèles en terre cuite ou en plâtre réalisés par Rodin. La même année, la douzième et dernière fonte du monument était réalisée pour la Fondation Samsung en faveur de l’Art et de la Culture à Séoul : exactement cent ans après la première édition originale en bronze aujourd’hui exposée devant l’hôtel de ville de Calais.
Le monument des Bourgeois de Calais à travers le monde,:
1. Calais (France), place de l'hôtel de ville, 1895.
2. Copenhague (Danemark), Ny Carlsberg Glyptotek, 1903.
3. Mariemont (Belgique), musée royal, 1905.
4. Londres (Grande-Bretagne), jardins de la tour Victoria, fonte 1908, installé à Londres en 1915.
5. Philadelphie (États-Unis), Rodin Museum, fonte 1925, installé en 1929.
6. Paris (France), Musée Rodin, fonte 1926, attribuée au musée Rodin en 1955.
7. Bâle (Suisse), Kunstmuseum, fonte 1943, installé en 1948.
8. Washington (États-Unis), Hirshhorn Museum and Sculpture Garden, fonte 1943, installé en 1966.
9. Tokyo (Japon), Musée national de l'art occidental, fonte 1953, installé en 1959.
10. Pasadena (États-Unis), Norton Simon Museum, 1968.
11. New York (États-Unis), Metropolitan Museum of Art, fonte 1985, installé en 1989.
12. Séoul (Corée du Sud), Samsung Foundation for Art and Culture, PLATEAU (Rodin Gallery), 1995.

Il existe également des fontes des personnages pris individuellement (Fontes Coubertin, 1988, d'après le modèle de 1887) dans le jardin du musée Rodin à Paris.

## Autres éditions
La sculpture a également été reproduite et modifiée en divers exemplaires. On peut citer :
- Palo Alto, Californie (États-Unis), sculptures individuelles du monument sur le campus de l'université Stanford
- Jérusalem (Israël), musée d'Israël
- Amsterdam (Pays-Bas), musée Van Gogh
- Iowa City, Iowa (États-Unis), la statue de Jean de Vienne est exposée à l'université de l'Iowa
- Lille (France), versions miniatures des six bourgeois, palais des Beaux-Arts

## Dans la culture populaire
- Glen Keane, créateur et animateur de La Bête dans le film d'animation de Disney, La Belle et la Bête, déclare dans un entretien s'être inspiré de la statue pour animer la transformation finale de La Bête en prince[15].

## Pour approfondir